# Château de Nadaillac-de-Rouge
O Château de Nadaillac-de-Rouge é um castelo reconstruído como um castelo renascentista, na comuna de Nadaillac-de-Rouge na França.
A construção data dos séculos XV, XVII e XVIII.
É uma propriedade hereditária dos Marquês de Nadaillac, cujas outras propriedades incluíram o Château de Lalande.
Ele está listado desde 1999 como um monumento histórico pelo Ministério da Cultura da França.